# Max Weiler
Max Weiler (Absam, 27 de agosto de 1910 — Viena, 28 de janeiro de 2001) foi um pintor austríaco.

## Obra
Em seus trabalhos, Weiler tentou misturar elementos contemporâneos com lendas e temas religiosos, transpondos estes para o presente. Essa prática lhe valeu muitas críticas de cristãos conservadores, que acusavam sua obra de ser "degradante".